# Церква святої великомучениці Параскевії П'ятниці (Новосілка)
Церква святої великомучениці Параскевії П'ятниці в Новосілці — парафія і храм греко-католицької громади Бучацького деканату Бучацької єпархії Української греко-католицької церкви в селі Новосілка Чортківського району Тернопільської области.

## Історія церкви
Православна громада ПЦУ сьогодні користується греко-католицьким храмом, збудованим і освяченим греко-католиками в 1888 році.
До 1946 року парафія належала до УГКЦ, а у 1946—1965 роках — до московського православ'я. Згодом церкву використовували як зерносховище. Жителі села Новосілка тоді відвідували храм у селі Броварі.
У 1960-ті роки греко-католицькі священники, зокрема о. Павло Василик, таємно проводили богослужіння в лісі між Новосілкою і Дулібами. Незважаючи на ризик, він збирав вірних підпільної УГКЦ з усієї околиці: Новосілки, Дулібів, Жлибородів, Берем'ян.
Після виходу УГКЦ з підпілля, кілька греко-католицьких родин не змогли отримати доступ до свого храму, оскільки він був зайнятий громадою УПЦ МП (тепер — ПЦУ), яка відмовила у почерговому служінні. Тому греко-католики відвідували богослужіння в храмі сусіднього села Язловець.
З 1992 року греко-католицька громада почала використовувати для богослужінь будівлю костелу. У 1998 році, згідно з рішенням сільської ради, костел остаточно передали для потреб парафії. Його облаштували під церкву, яка на той час налічувала майже 40 вірян.
При парафії діють братство «Апостольство молитви» та спільнота «Матері в молитві».

## Парохи
- о. Павло Василик,
- о. Микола і Григорія Сімкайли,
- о. Степана Легкого,
- о. Володимир Прокопів,
- о. Самуїл,
- о. Зеновій Войтюк,
- о. Михайло Гевак (з грудня 2012).